# Stella (Kartoffel)
Stella ist eine festkochende Speisekartoffel. Die Sorte wurde in Frankreich von H. Demesmay durch die Kreuzung der Sorten Kerpondy und Hyva gezüchtet. Die Knollen reifen mittelfrüh, sind lang und hörnchenförmig und meist klein bis mittelgroß. Die Schale und das Fleisch sind hellgelb.